# Parc de la Promenade-Bellerive
Le parc de la Promenade Bellerive est un grand parc urbain situé en bordure sud de la rue Notre-Dame, dans l'arrondissement de Mercier–Hochelaga-Maisonneuve  à Montréal. C'est le seul accès physique et visuel au fleuve Saint-Laurent dans l’arrondissement. Tout en longueur, ce parc de 22 hectares fait face aux Îles de Boucherville. En été, une navette le relie à l'île Charron. Le chalet du parc est accessible via la rue Lebrun. En été, le petit quai de la navette fluviale est un très bon lieu de pêche. Il est aussi possible de lancer sa ligne à partir du rivage sur une distance d’un demi-kilomètre. L’absence de navette en soirée rend la pêche paisible et généreuse.

## Histoire
En 1893, le Canadien Pacifique cède ce terrain à la Ville de Montréal, sous le nom de Bellerive Park, en échange de l'emplacement du futur hôtel Viger.
Au début des années 1960, Paul Émile Sauvageau, conseiller municipal de Mercier, à la ville  de Montréal, lance l’idée de créer un grand parc de verdure dans l'est de Montréal. Son projet est de relier les parcs existants Letailler et Taillon avec une promenade longeant le fleuve Saint-Laurent. En 1964, le parc est créé officiellement.

## Galerie

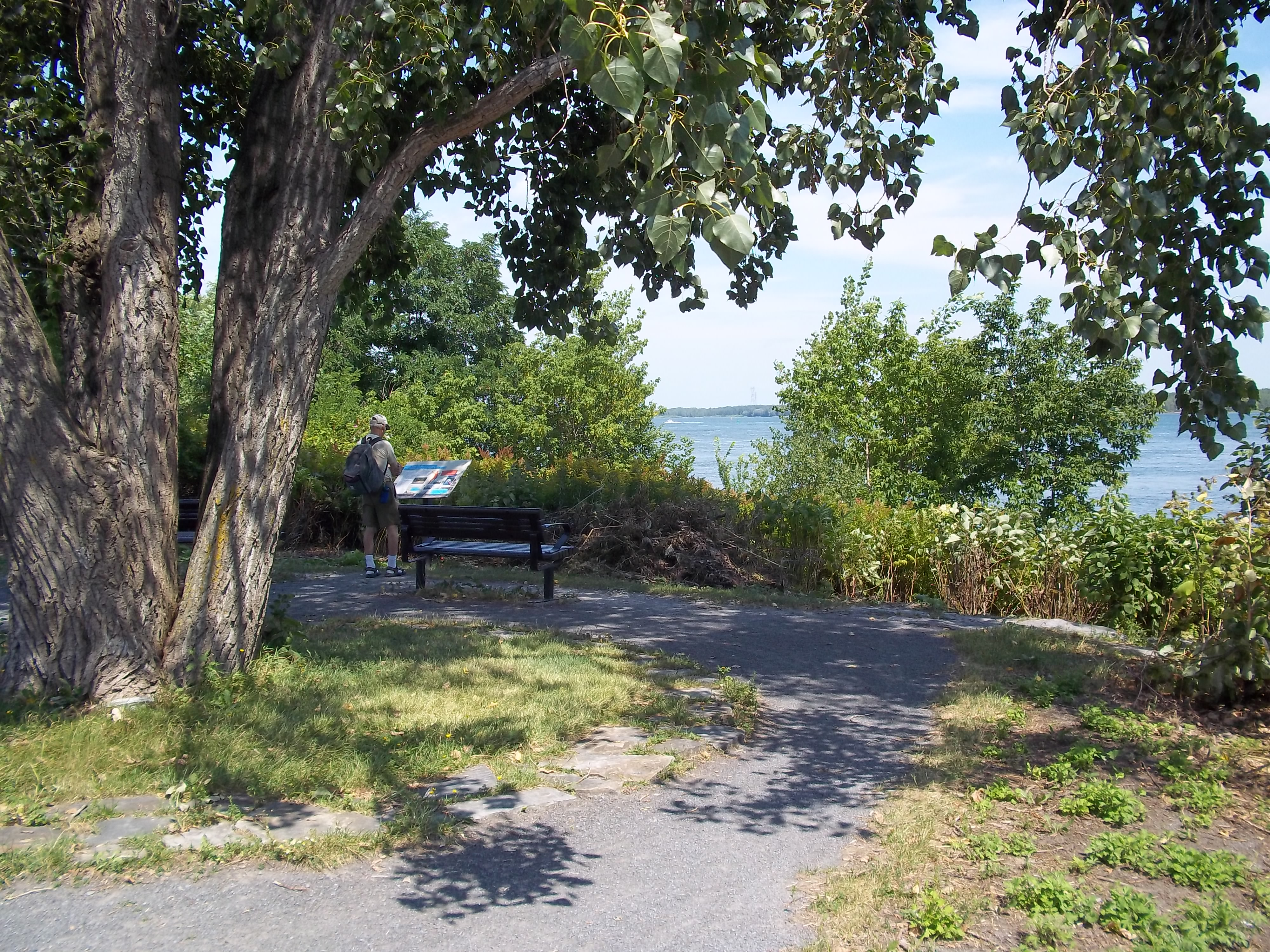
Vue sur le fleuve
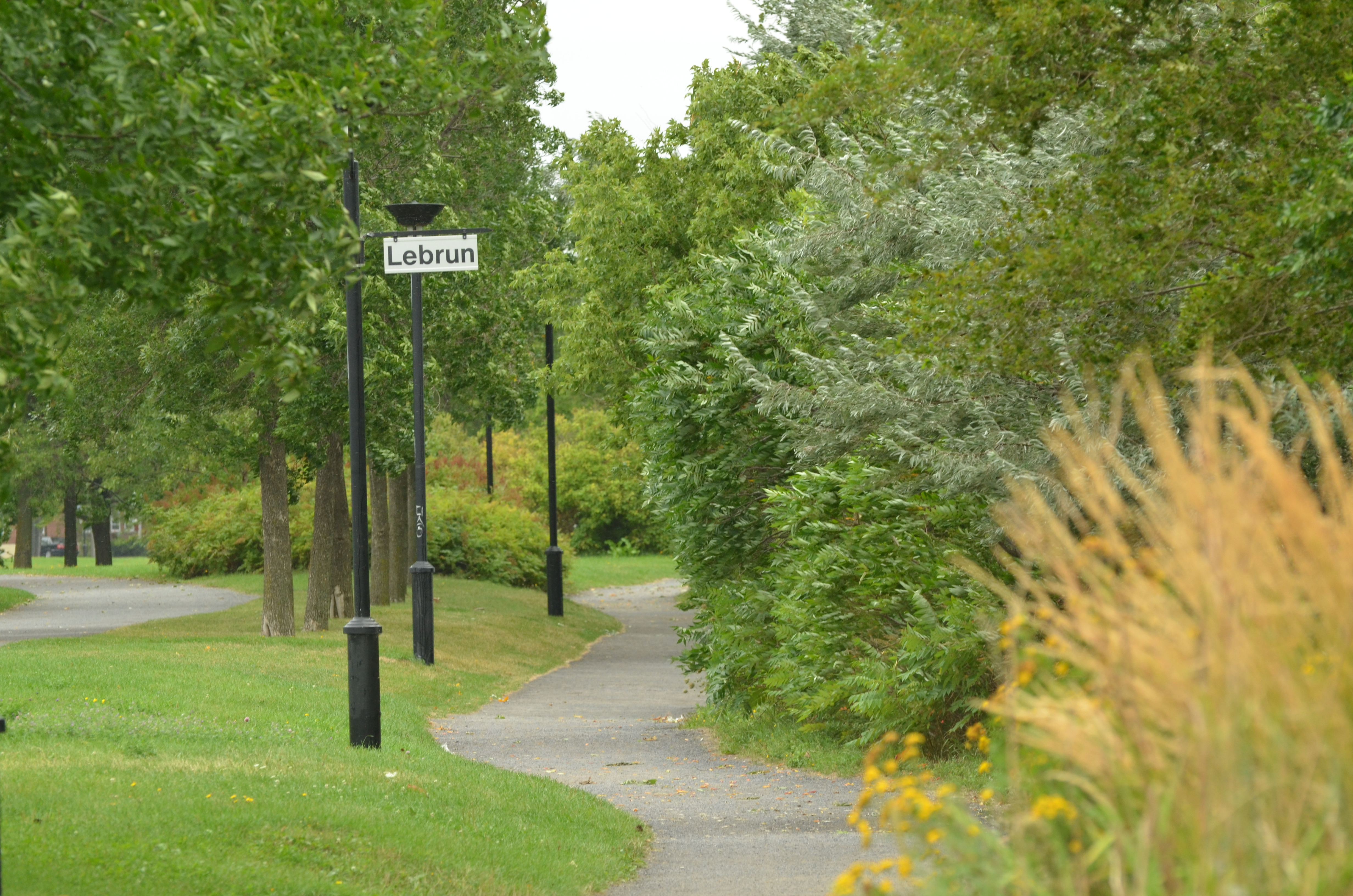
Nom des rues
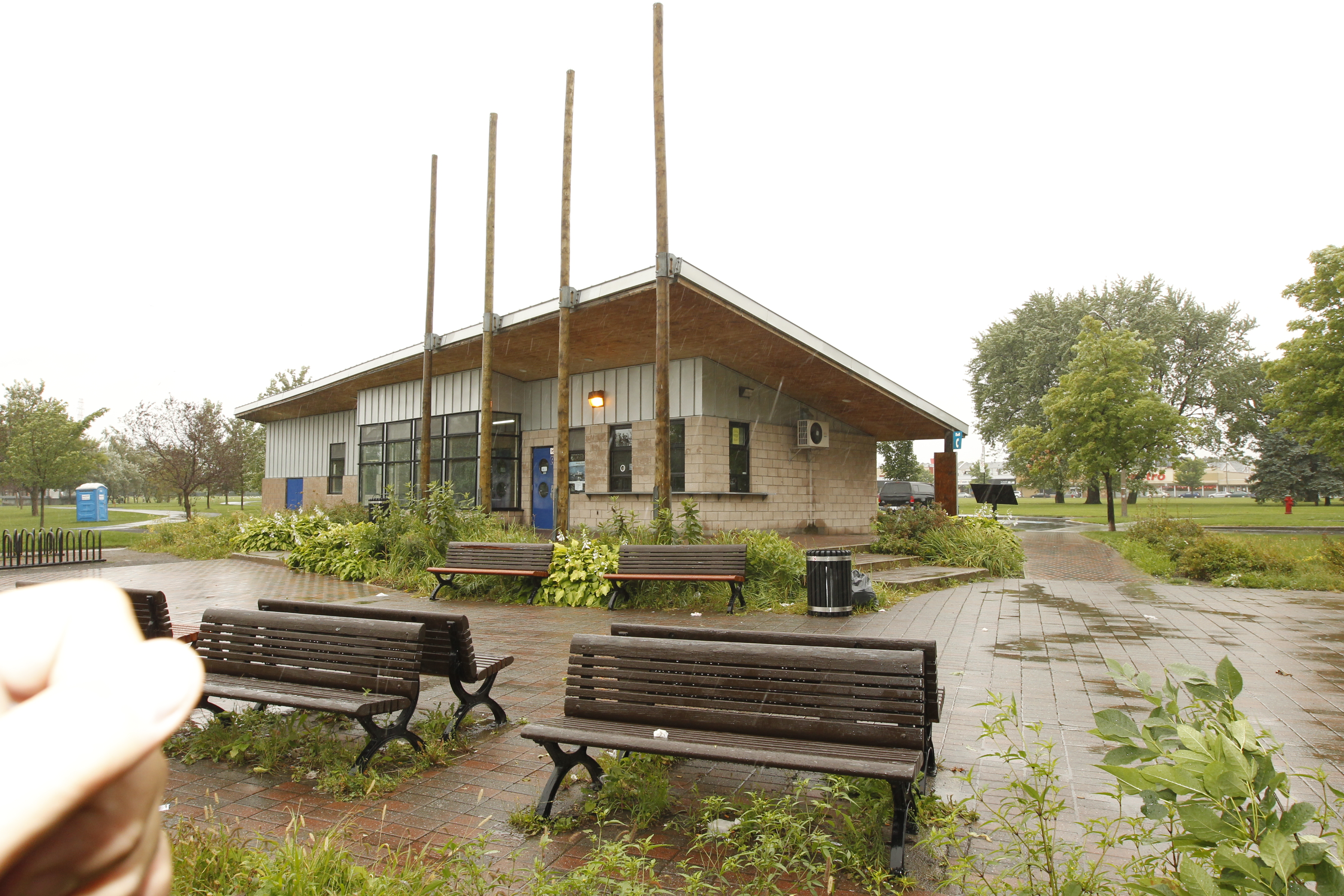
Chalet
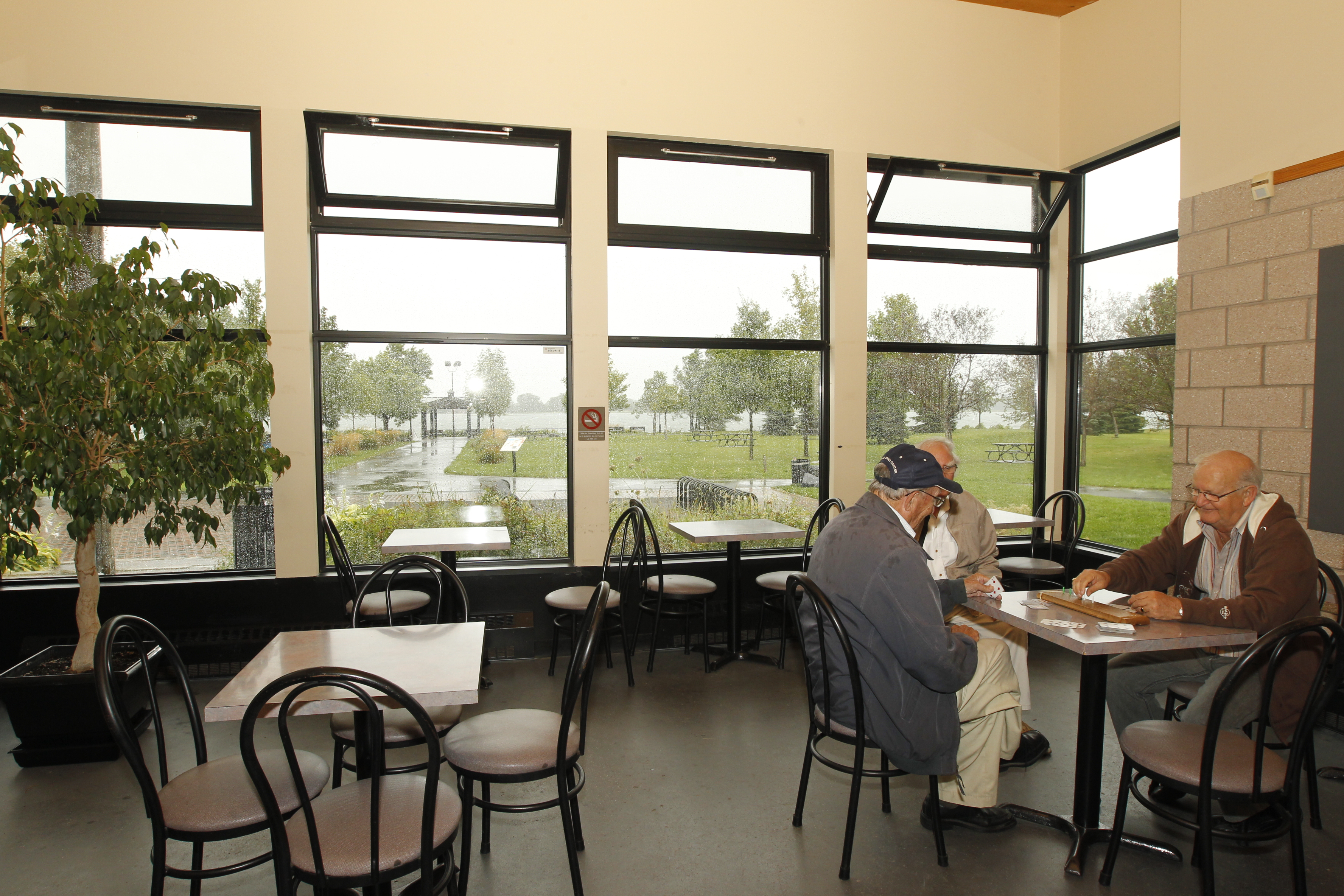
Jeux de société
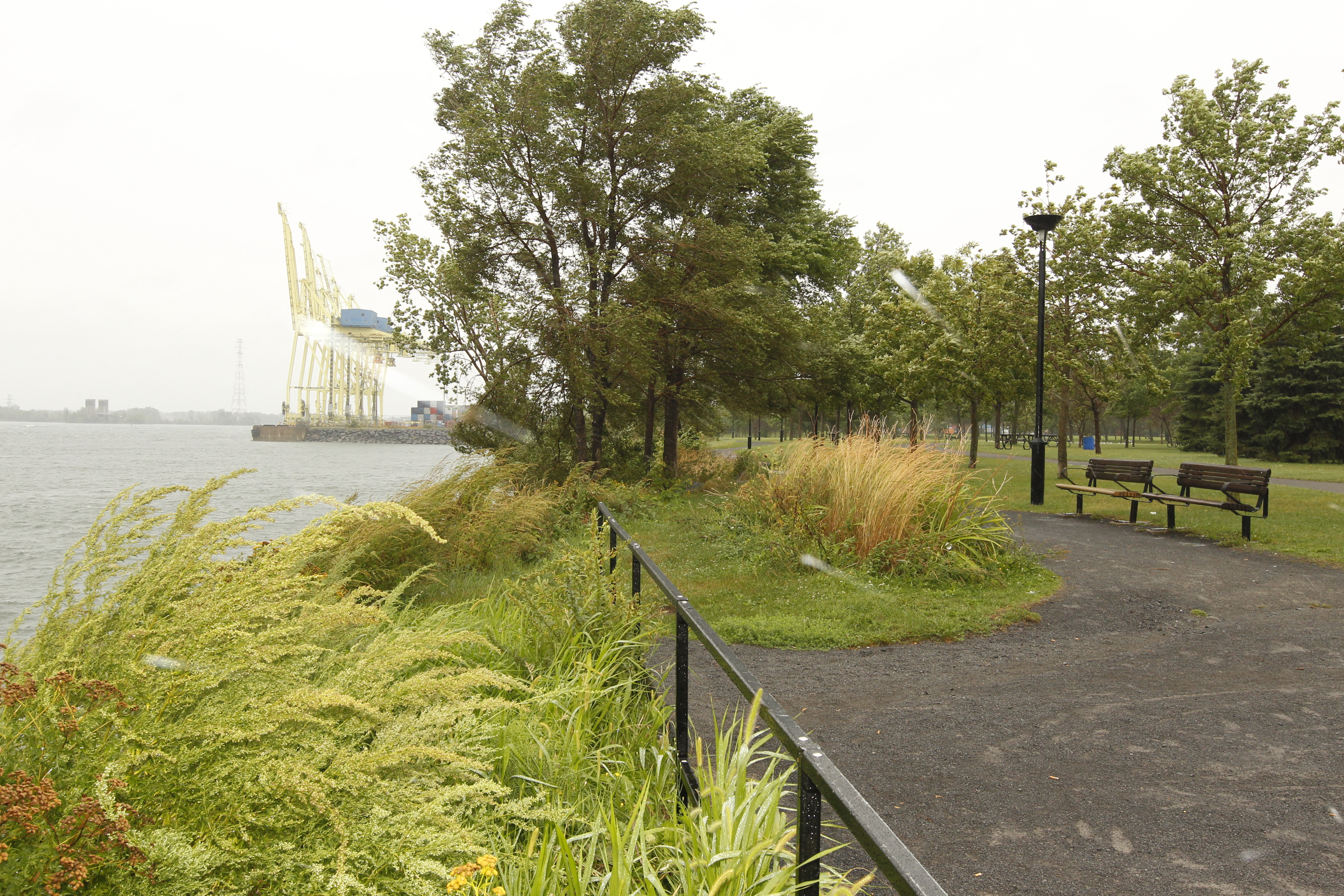
Vue sur le Port
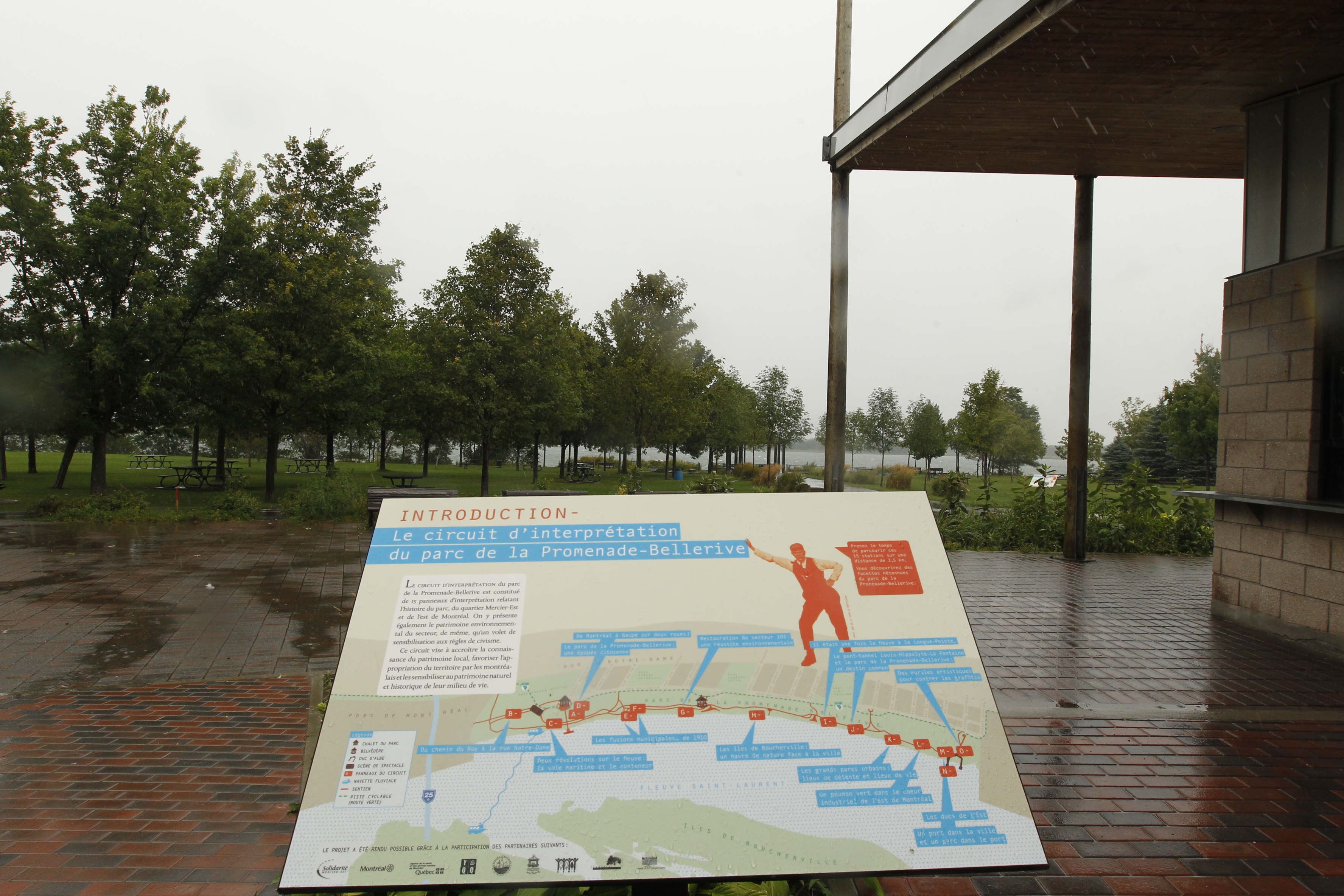
Circuit d'interprétation
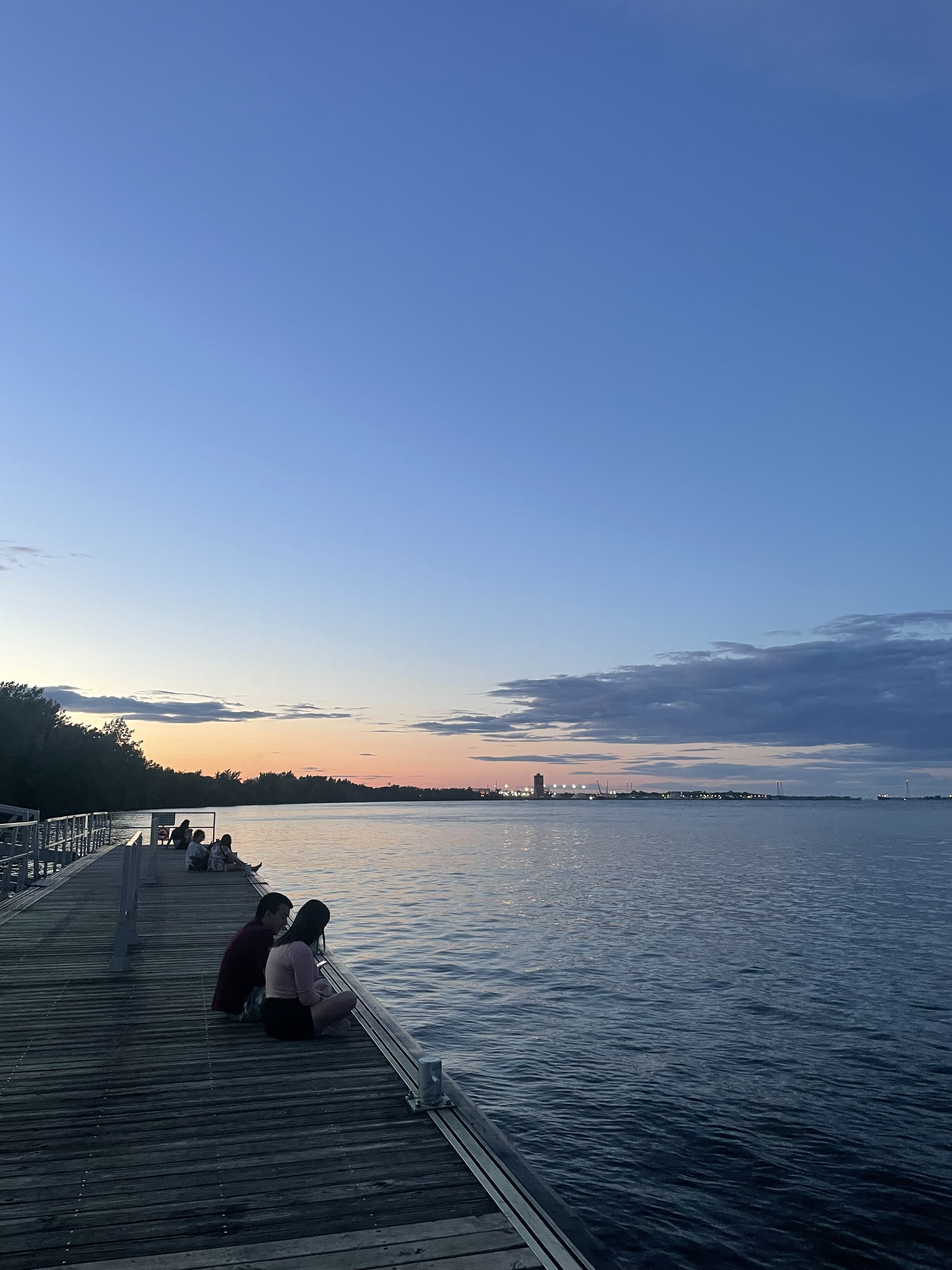
Le quai du parc de la promenade Bellerive

## Activités
Durant la saison estivale, des festivités saisonnières sont organisées sur la scène extérieure. Un service de navettes est offert vers les Îles-de-Boucherville. On peut profiter de la piste cyclable pour marcher, courir ou faire du vélo. Durant l’hiver, plusieurs sentiers de ski de fond arpentent le parc.

## Plage
Une aire de baignade avec des sauveteurs et une surveillance de la qualité de l’eau est projetée depuis les années 2000. Le projet devait voir le jour en 2022 avant d'être reporté à l’été 2024. Deux années de tests pour la qualité de l’eau indiquent que la baignade est tout à fait possible dans le parc.
En 2024, la plage reste fermée aux baigneurs à la fois à cause des polluants et afin de protéger les herbiers marins du chevalier cuivré.